# Live at Easy Street
Live at Easy Street è un EP live ufficiale dei Pearl Jam, uscito il 20 giugno 2006.

## Tracce
1. Intro - 0:24
2. Half Full - 4:56
3. Lukin - 0:59
4. American in Me - 2:5
5. Save You - 3:42
6. Bleed for Me - 4:12
7. New World[1] - 3:57
8. Porch - 7:15